# Mitologia afrykańska
Mitologia afrykańska – zbiór opowieści o wierzeniach głęboko tkwiących w świadomości plemion, spełniających funkcję poznawczą i objaśniających świat; wyjaśniających powstanie świata (mity kosmogoniczne), rolę człowieka, jego pojawienie się na ziemi, system wartości, sposób postępowania, światopogląd (mity antropogeniczne), przedstawiające panteon bogów (mity teogoniczne) oraz dzieje bogów, herosów, władców i rodów (mity genealogiczne).

## Powstanie mitów plemion afrykańskich i sposoby ich przekazywania
Mitologia afrykańska nie jest mitologią jednolitą. Rozległy obszar kontynentu i słabe możliwości komunikowania się plemion między sobą spowodowały powstanie osobnych mitów dla poszczególnych plemion. Do czasów współczesnych najlepiej zachowały się mity plemion: Dogonów, Bambara, Joruba, Aszanti, Pigmejów, Masajów, Buszmenów, Bantu, Ila. Dla ludów afrykańskich mity są tekstami świętymi, ponieważ dotyczą najważniejszych spraw istnienia. Są one pełne utajonego sensu, objaśniają niezrozumiałe zjawiska przyrodnicze, wyznaczają normy moralne, uczą żyć w harmonii z naturą, kosmosem i samym sobą. Mity afrykańskie zaczęto spisywać dopiero w XIX wieku, można jednak sądzić, że powstały one dużo wcześniej. Początkowo przekazywano je sobie ustnie z pokolenia na pokolenie, istniały również w obrzędach religijnych. Ich echa odnaleźć można także w poezji np. w poezji kongijskiego poety Tchicaya U Tam’si.

## Mity kosmogoniczne
Według mitu plemienia Bambara byt i wszechświat rozwinęły się z Nicości, która zawierała w sobie wieczne zmartwychwstanie, wieczny wewnętrzny ruch kosmosu i wszystko, co się na to składa. Świat powstał z niczego. Zmartwychwstanie świata (pierwotne „gla”) wydało z siebie „głos pustki”, który stał się źródłem swego odbicia „dya”. Te dwa bliźniacze byty stworzyły wilgoć oraz ciała twarde i błyszczące, powstała z tego siła zwana „zo nami”, która wznosząc się i opadając stworzyła ogień wiatru. W trakcie działań obu bliźniaczych „gla” powstały cztery punkty kosmosu wyznaczające cztery strony świata. Następnie „gla” skupiło się samo w sobie, powodując wybuch, w trakcie którego nastąpiło wylanie się wibrującej materii twardej i mocnej. Z tej wibracji wyłoniły się znaki rzeczy jeszcze nie stworzonych, które w przyszłości miały zaistnieć i oznaczać. Od tego momentu każda rzecz miała swój znak i słowo, a także swoje miejsce  w świecie. Gdy już wszystkie rzeczy zostały ustawione i określone co do swej mocy, kolejny element oddzielił się od „gla”. Była to „stopa człowieka” – symbol wiadomości i wiedzy ludzkiej. W dalszej kolejności bliźniacze „gla” przekazały „zo nami” odpowiedzialność za przyszłe uwolnienie innych rzeczy. „Zo” przejęło władzę nad nimi i zgromadziło je do obszernej misy zwanej „yo yebali” („niewidzialne yo”). „Yo” jest głosem wewnętrznym i tajemnym oraz stałym przekształcaniem się świata.
„Yo” stworzyło także  świat zakazany, zawarty w nim samym, z niego przenosi się do świata, który ma dopiero nadejść. W świecie tym wszystko będzie inne. Życie będzie polegało na kontakcie z esencją  wszystkich rzeczy, nie będzie sporów, konfliktów, powstanie świadomość doskonała. Do dziś został stworzony zaledwie jeden świat, dlatego ludzie znają tylko połowę jego myśli, drugą połowę poznają w drugim świecie.

## Mity antropogeniczne

### Stworzenie człowieka
Człowieka, według  większości mitów ludów afrykańskich, stworzyli bogowie równocześnie z powstaniem świata. Mitologia plemion żyjących na terenach obecnego Wybrzeża Kości Słoniowej przedstawia stworzenie człowieka przez akt twórczy dwóch bóstw: Gueli na Górze i Gueli na Dole. Drugi z nich z nudów ziewał i wtedy z jego ust wypłynęła glina. Postanowił wtedy z gliny ulepić mężczyzn, kobiety, zwierzęta i rośliny. Napełnił ich ciała krwią, by żyły na jego podobieństwo. Jednak życie w stworzone istoty nie wstąpiło. Rozgniewało to boga, pozostawił więc stworzone istoty, nie interesując się nimi więcej. Pewnego razu spadł deszcz i wielu mężczyzn roztopiło się. W sercu Gueli na Dole odezwały się wyrzuty sumienia. Zebrał więc ocalałe istoty i umieścił w grocie. W tych czasach na dole panowała ciemność, na górze zaś panował zawsze dzień. Guela na Górze zapragnął „zabawek” stworzonych przez Guelę Na Dole. Poprosił, by ten podarował mu ocalone „zabawki”. Guela na Dole zgodził się pod warunkiem, że Guela na górze tchnie życie w stworzone istoty. Guela na Górze nie tylko ożywił istoty, ale również zesłał na dół światło słoneczne. Guela na Dole jednak nie podarował ludzi Gueli na Górze. Bóstwa pokłóciły się na zawsze. Odtąd Guela na Górze próbuje odebrać ludziom życie i za każdym razem, gdy mu się to udaje, jakaś istota umiera.

### Życie człowieka na ziemi
Większość mitów opowiada, że wszystko, co ludzie posiadają pochodzi z darów bogów. W mitologii Jorubów bóg Ol-Orun zesłał na ziemię Orisza-Nla, by ten posadził  drzewa. Według Ila, ogień na ziemię sprowadziła z nieba osa, natomiast Dogonowie wierzą, że jeden z przodków ukradł ogień duchom Nommo (dzieciom boga i ziemi, które były boskimi kowalami). Pigmeje natomiast ukradli ogień bogom, a inne dary bogowie ofiarowali ludziom w dbałości o ich dobro. Mądrość ludzi wywodzi się z mądrości bogów, a przekazywana jest za pośrednictwem kapłanów. Dla ludów afrykańskich Dar jest podstawową formą boskiego działania  oraz regułą wszelkiego działania społecznego.

### Człowiek wobec świata naturalnego i nadnaturalnego
Świat naturalny i nadnaturalny są ze sobą ściśle splecione. Człowiek nie jest jedynym mieszkańcem ziemi i zdaje sobie z tego sprawę, podejmuje zatem szereg prób, by zapewnić sobie spokojne życie na ziemi i zgodę z duchami i bóstwami. Do tego potrzebne mu są fetysze, czyli przedmioty mające nadnaturalną osobowość i siłę. Fetysze są tak różnorodne, że trudno je sklasyfikować do jednej grupy. Fetysze biorą udział w ceremoniach odprawianych przez całą wieś w intencji wszystkich mieszkańców, chronią ich przed nieszczęściami, zapewniają harmonię w wiosce, dobrobyt i płodność kobiet, a także uodporniają na czary. Świat według mitów zaludniają, oprócz ludzi, duchy rządzące ziemią i wodami, są to tzw. Ziny, duchy przodków oraz karzące siły przyrody zwane Haley. Duchy te były widzialne, lecz nie miały ludzkiej postaci. Wraz z pojawieniem się człowieka na ziemi, stały się niewidzialne. Wyróżniano:
- Ziny ziemi zarządzające polami, lasami, zaroślami, dolinami, drzewami, grotami, skałami;
- Ziny wiatrów, nadciągające z czterech stron świata;
- Ziny wody, rządzące bagnami, jeziorami, rzekami. Ich siedzibami są kamienie, drzewa nadbrzeżne, głębokie rowy.

Terytoria Zinów były ściśle chronione i człowiek nie mógł tam nic zrobić bez ich zezwolenia, dlatego fetysze są pośrednikami pomiędzy człowiekiem a bóstwem, zapewniającymi przychylność duchów. Bóstwa karzące Haley zdobywają sobie panowanie przez podporządkowanie sobie lokalnych Zin.

### Człowiek wobec przodków
Życie człowieka podporządkowane jest nie tylko bóstwom, siłom przyrody i złym duchom. Ważną rolę w społecznościach plemion afrykańskich pełnią również duchy przodków. Dusza zmarłego ma zazwyczaj wiele postaci i udaje się po śmierci w wiele różnych miejsc, istnieje w nich równocześnie. Jako dusza przeznaczenia udaje się do nieba, jako duch przodków pozostaje w domu, czczona w specjalnie do tego przeznaczonej kapliczce przodków, jako eteryczny sobowtór ciała zamieszkuje lasy lub ziemię (ulubionym miejscem zamieszkania są kopce mrówek) i wreszcie jako własny, osobisty duch odchodzi do ziemi umarłych. Obowiązkiem żyjących jest  stworzenie umarłym takich warunków, by każda postać ducha przodka mogła osiągnąć swoje przeznaczenie. Ducha przodka nie wolno obrazić, gdyż to one otaczają opieką pozostałych przy życiu krewnych, dlatego składa im się ofiary, zwykle nie dalej jak do trzech generacji wstecz. Wyjątkiem są założyciele rodów lub plemion. Świat zmarłych jest jakby repliką świata żywych.

## Najważniejsze bóstwa wybranych plemion
- Aszanti: 
  - Onyankopong – bóg stwórca;
- Bambara: 
  - Faro – jeden z demiurgów, pan wód przeszłych i przyszłych;
  - Pemba – jeden z demiurgów, któremu świat zawdzięcza swe pierwsze uporządkowanie, zwyciężony przez Faro;
- Buszmeni:
  - Gue – bóg stwórca;
  - Kwai Hemu – bóg pożerca;
- Dogonowie:
  - Amma (bóg) – bóg stwórca;
  - Ginu – mityczne istoty duchowe;
  - Jurugu – zbuntowane dziecko Ammy, które dopuściło się kazirodztwa z własną matką, ziemią, występuje w postaci lisa;
  - Lebe – praprzodek;
  - Nommo – boscy kowale, dzieci nieba i ziemi;
- Jorubowie:
  - Edszu, Eszu - boski posłaniec, bóg oszust;
  - Jemodia, Jemaja - matka Szango;
  - Obatalla, Ibatalla - bogini ziemi;
  - Ol-Orun – bóg nieba;
  - Olokun – bóg morza;
  - Orisza-Nla – bóg stwórca;
  - Oronjang, Orygan - boski ojciec Szango;
  - Orunmilá – bóg wyroczni, zbawienia, nieba;
  - Oszu – bóg księżyca;
  - Oya/Laguna - żona Szango;
- Pigmeje:
  - Khmvum – bóg stwórca;
  - Las – bóg stwórca;

## Cechy wspólne mitologii plemion afrykańskich
Pomimo  różnorodności wierzeń i mitów plemion afrykańskich można odnaleźć w nich cechy wspólne. Wszystkie plemiona afrykańskie wierzyły w istnienie istoty, którą można nazwać „najwyższy byt”. Znana ona jest pod różnymi imionami: w Afryce Wschodniej - Mulungu, w Afryce Zachodniej- Nyame, Ngewo, Mavu, Amma, od Botswany do Kongo - Nyambe, a znaczenie tych imion można wytłumaczyć jako „Ten, który zaspokaja potrzeby istot przez siebie stworzonych”. Bóg we wszystkich mitach afrykańskich jest postrzegany jako istota wszechobecna i wszechwiedząca, niemająca płci, stwórca, określana również mianem „lepiącego z mułu”, „dawcy oddechu”, „tym, który zmienia pory roku”, „dawcą deszczu i słońca”, „ten, który istnieje sam z siebie”, „ten, którego spotykasz wszędzie”.
Bóstwa  są personifikacją zjawisk przyrody, są uosobieniem słońca, księżyca, gwiazd, skał, mórz, rzek, jezior, burz, deszczu itp., dlatego w kulturach Afryki występuje obfita liczba świętych miejsc kultu, związanych z elementami przyrody.
W większości mitów Czarnej Afryki świat powstał z Nicości, a człowiek został stworzony przez bóstwo z materiałów związanych z ziemią (mułu, gliny), a świadomość swego istnienia uzyskuje poprzez ożywcze tchnienie  bóstwa. Wszystkie umiejętności, które posiadł człowiek pochodzą z darów boskich.